# پاتریک ئی. برک
پاتریک امت برک (Patrick Emmet Burke) (حدود سال ۱۸۳۰–۲۰ مه ۱۸۶۴)، حقوقدان، قانون‌گذاری ایالت میسوری و افسر جنگ داخلی بود. وی فرماندهی هنگ تیراندازان غربی و تیپ دوم، لشکر دوم سپاه شانزدهم ارتش تنسی را به‌عهده داشت.

## اوایل زندگی
برک، پسر والتر برک، در حدود سال ۱۸۳۰ در شهرستان تیپراری ایرلند متولد شد. در دوران کودکی او، خانواده‌اش به سنت لوئیس ایالت میسوری نقل مکان نمود. در ۸ ماه آوریل سال ۱۸۴۶، به‌عنوان یک دانشجوی سکولار وارد مدرسهٔ علمیهٔ وینسنتی در سنت مری بارنز واقع شهر پری وپل ایالت میسوری شد. در ۱ آوریل سال ۱۸۴۸ با درجه ممتاز فارغ شد.
برک به‌محض برگشت به سنت لوئیس، منشی شرکت حقوقی گلوور و ریچاردسون شد. در سال ۱۸۴۹ به کانون وکلای ایالتی میسوری پذیرفته شد. برک پس از انتصاب جان سی. ریچاردسون به‌عنوان قاضی دادگاه عالی میسوری در سال ۱۸۵۷، با ساموئل تیلور گلور (که رئیس کانون وکلای سنت لوئیس درنظر گرفته شده بود)، وارد همکاری شد.

## فعالیت‌های قبل از جنگ
برک به‌عنوان حامی جناح بینتون حزب دموکرات میسوری فعالیت‌های سیاسی خود را آغاز نمود که مخالف لغو قانون سازش میسوری و احتمال گسترش برده‌داری در قلمروهای غربی بود. در سال ۱۸۵۵، به عنوان دموکرات بنتون، عضو گروه سنت لوئیس در نوزدهمین مجمع عمومی میسوری انتخاب شد.
برک علاوه بر فعالیت‌های حقوقی و سیاسیش، در سازمان‌های شبه‌نظامی سنت لوئیس فعالانه شرکت می‌نمود. برک ستوان نخست دسته شبه‌نظامی نامور واشینگتن بلوز انتخاب شد و الی فوریه سال ۱۸۶۱ در این سمت خدمت نمود.

## فعالیت‌های اوایل جنگ
برک ظاهراً به دلیل دیدگاه جدایی‌طلبانهٔ اکثریت اعضای آن در ماه فوریه سال ۱۸۶۱ از واشینگتن بلوز استعفا داد. مدت کوتاهی پس از آن با سازمان مخفی داوطلبان طرفدار اتحادیه تحت سازماندهی فرانسیس پی. بلر. جونیر، عضو کنگره، ارتباط برقرار نمود. زمانی‌که در ماه مارس - آوریل سال ۱۸۶۱، داوطلبان به خدمت فدرال اعزام شدند، برک کاپیتان شرکت کی. پیاده‌نظام داوطلبانهٔ نخست میسوری (مدت سه ماه) گماشته شد.
برک در ۱۰ مارس سال ۱۸۶۱، در دستگیری شبه‌نظامیان داوطلب در کمپ جکسون در کنارهٔ غربی سنت لوئیس و شورش مرگبار متعاقب آن در خیابان شهر که به ماجرای کمپ جکسون معروف شد، شرکت نمود.
در بحبوبهٔ خشونت و تنش بحران جدایی میسوری، برک با کاترین مککی ۲۷ ساله، دختر یک جریب‌کش ثروتمند مرتبط با اعضای برجستهٔ فرانسوی نخبگان سنت لوئیس، ازدواج نمود. عقد ازدواج آن‌ها در ۲۸ ماه مه سال ۱۸۶۱ در کلیسای کاتولیک اسامپشن رومان توسط پی. جی ریان پدر، منعقد شد.
برک پس از درهم شکستن آتش‌بس پرایس - هارنی ترس در ۱۱ ژوئن با رهبری دسته کی، داوطلبان نخست میسوری، در عملیات جنگی موفقیت‌آمیز تصرف مرکز ایالت در شهر جفرسون و در نبرد کوچک اما مهم از نظر سوق الجیشی بونویل، در شکست نیروهای تجزیه‌طلب گارد ایالتی میسوری شرکت نمود.
برک در عملیات جنگی ارتشبد لاین در تعقیب سرلشکر استرلینگ پرایس، گارد ایالتی میسوری، شرکت نمود و در ۲ اوت سال ۱۸۶۱، در نبرد داگ اسپرینگ جنگید. در ۱۰ ماه اوت در جهنم خونین در نبرد ویلسون کریک جنگید و در گزارش رسمی سرلشکر اس.دی. استورگیس، به‌خاطر رهبریش در ضد حملهٔ فدرال که سبب استحکام خط فدرال در حملهٔ نهایی جنوب شد، از وی یادآوری شد.
پس از عقب‌نشینی نیروهای فدرال به رولا، برک به سنت لوئیس برگشت و تحت فرمان ارتشبد جان سی. فریمونت، در سازماندهی مجدد پیاده‌نظام نخست میسوری در توپخانهٔ خفیفهٔ نخست میسوری، سهم گرفت.
برک (که درجهٔ کاپیتانی ایالت میسوری را داشت)، در اواخر سال ۱۸۶۱ درجهٔ «دائمی» استثنائی ستوان نخست در پیاده‌نظام سیزدهم ایالات متحده جدیداً ایجاد شده، تحت فرماندهی سرهنگ ویلیام تکسامه شرمن (اعتبار قبل از ۱۴ مه سال ۱۸۶۱)، به وی اعطاء شد. متعاقباً، اعتبار از ۲۴ اکتبر سال ۱۸۶۱، به کاپیتانی (ارتش دائمی) در پیاده‌نظام چهاردهم ایالات متحده، ارتقاء یافت.

## فرماندهی هنگ و تیپ
برک در ماه ژوئن سال ۱۸۶۲، از طرف همیلتون روون گمبل، فرماندار استانی میسوری، سرهنگ پیاده‌نظام تیراندازان غربی-داوطلبان چهاردهم میسوری، گماشته شد. در ماه ژوئیه، فرماندهی تیراندازان غربی در شهر کرینت ایالت می‌سی‌سی‌پی را به‌عهده گرفت. این هنگ به‌خاطر جنگ سخت و بی انتظامی، شهرت متفاوت داشت. برک برای سازماندهی مجدد، حفاری و حرفه‌ای سازی یگانه هنگ چند ایالتی، تلاش کرد.
در ۳–۴ اکتبر سال ۱۸۶۲، برک شخصاً تیراندازان غربی را در زد و خوردهای شدید دو روزه در جریان نبرد دوم کرینت، رهبری نمود. پس از نبرد، برک از طرف ارتشبد ویلیام اس. روزکرانس، فرمانده کرینت، مسئول تأمین امینت شهر، زندانیان کنفدراسیون، دور افتادگان از یگان و رسیدگی به تلفات بزرگ هر دو ارتش، منصوب شد.
در خلال یازده ماه آینده، برک فرماندهی ناحیهٔ نظامی کرینت را به‌عهده داشت. هنگ تحت فرماندهی برک، کمپ دیویس، پاسگاه دور افتاده حصار بندی شده در شش مایلی جنوب کرینت بود، ساخت. تیراندازان غربی و سایر نظامیان تحت فرماندهی برک، بر سمت قسمت‌های جنوبی می‌سی‌سی‌پی و آلابامای غربی عملیات اکتشافی انجام داده و یورش بردند.
در ماه دسامبر سال ۱۸۶۳، اکثریت سپاهیان هنگ (پیاده‌نظام {تیراندازان غربی} شصت و ششم داوطلب ایلینوی، فعلی) مجدداً برای سربازی نام‌نویسی کردند. در همان زمان اعضای هنگ با استفاده از بودجه شخصی خود، به خریداری تفنگ خودکار هنری شانزده فیره جدید، شروع نمودند. برک از این اقدام حمایت نمود که سرانجام ۲۵۰ قبضه از این اسلحه در یگان افزوده شد که دومین خریداری خصوصی بزرگ جنگ بود.
در ماه آوریل برک به فرماندهی تیپ دوم، لشکر سوم جناح چپ سپاه شانزدهم ارتش تنسی گماشته شد. تیپ وی متشکل از هنگ شصت و ششم ایلینوی، سواره نظام نهم ایلینوی، پیاده‌نظام دوازدهم ایلینوی و پیاده‌نظام هشتادو یکم اوهایو بود. این یگان‌ها از زمان نبرد فورت دونلسون با هم عملیات می‌کردند.